# بخش افزر
بخش افزر یکی از بخش‌های شهرستان قیر و کارزین در استان فارس ایران است.

## تقسیمات کشوری
- بخش افزر
  - دهستان افزر
  - دهستان زاخروئیه

شهرها: افزر

## جمعیت
بنابر سرشماری مرکز آمار ایران، جمعیت بخش افزر شهرستان قیر و کارزین در سال ۱۳۹۵ برابر با ۱۴۹۲۴ نفر و ۴۳۷۵ خانواده بوده‌ است.

## مردم
اهالی بخش افزر اکثریت از قوم ترک هستند و به زبان ترکی قشقایی سخن می گویند.